# История Бонни Паркер
«Исто́рия Бо́нни Па́ркер» (англ. The Bonnie Parker Story) — криминальная драма 1958 года режиссёра Уильяма Уитни. Основана на жизни грабительницы Бонни Паркер. В главной роли — Дороти Провайн.
Фильм выпустила кинокомпания American International Pictures как сдвоенный сеанс фильма «Пулемётчик Келли».

## Сюжет
Техас. 1932 год. Уставшая от работы в «Кафе Марко» официантка Бонни Паркер проливает горячие масло на Клайда и увольняется. Её муж Дюк Джефферсон находится в тюрьме и в поисках денежных средств, Паркер и Бэрроу совершают несколько мелких преступлений.
После убийства одного из техасских рейнджеров, к делу подключается Том Стил (Фрэнк Хеймер). После условного освобождения в 1933 году, Чак Бэрроу вместе с Паркер и братом Клайдом направляются в Миссури и Огайо. Бонни предлагает переключиться с бензоколонок на банки и освободить из тюрьмы Джефферсона.
Ограбление банка стало успешным, но в ходе побега был застрелен Чак Дарроу. После этого они продолжают совершать ограбления и становятся самыми разыскиваемыми преступниками в США. Но время ограбления грузовика, рейнджеры запирают их в нём, в ходе перестрелки Клайд убивает Джефферсона. Бонни Паркер удаётся сбежать и спрятаться в Луизиане. Паркер и Бэрроу погибают в перестрелки с рейнджерами Стила.

## В ролях
| Актёр            | Роль                       |
| ---------------- | -------------------------- |
| Дороти Провайн   | грабительница Бонни Паркер |
| Джек Хоган       | грабитель Клайд Бэрроу     |
| Ричард Бакалян   | герцог Джефферсон          |
| Джо Тёркел       | брат Клайда Чак Дарроу     |
| Дуглас Кеннеди   | рейнджер Фрэнк Хеймер      |
| Патриция Хьюстон | девушка Чака               |

## Критика
Журналистка Полин Кейл в рецензии 1967 года назвала фильм «дешёвым — во всех смыслах эксплуатационным кино». Критики приняли фильм в основном благосклонно. В рецензии AllMovie критик написал «несмотря на что «„История Бонни Паркер“ остается в тени фильма „Бонни и Клайд“, картина имеет своё лицо». Режиссёр Квентин Тарантино заключил что режиссёр Уильяма Уитни «потерянный мастер» отметив что «он [Тарантино] был потрясён».
В журнале Senses of Cinema Илейн Леммон написала «кроме финальной перестрелки, фильм не имеет ничего общего с более поздними фильмами и снят в стиле фильмов категории B и традициях American International Pictures». Она также отметила «живую игру Дороти Провайн».